# 16e régiment d'infanterie « baron de Sparr » (3e régiment d'infanterie westphalien)
Pour les articles homonymes, voir 16e régiment.
Le 16e régiment d'infanterie « baron de Sparr » (3e régiment d'infanterie westphalien) est une unité d'infanterie de l'armée prussienne.

## Histoire
L'unité est créée le 1er juillet 1813 (jour de la fondation) comme 4e régiment de réserve des bataillons de réserve de mousquetaires du 3e régiment d'infanterie prussien-oriental.
Au cours de la bataille de Gross Beeren, les fusils des soldats n'ont pas fonctionné en raison des fortes pluies persistantes. Ils sont donc obligés d'utiliser la crosse de leur fusil en combat rapproché. Ils ont crié "HACKE TAU..." (souffler) "... c'est parti la patrie". En conséquence, les membres du régiment reçoivent le surnom : Hacketäuer.
Il forme trois bataillons d'une force de 800 hommes chacun. Après avoir participé aux guerres napoléoniennes, il s'appelle le 16e régiment d'infanterie à partir du 25 mars 1815 et, en outre, du 5 novembre 1816 au 9 mars 1823, le 3e régiment d'infanterie westphalien. Au cours de l'expansion de l'armée, l'unité est rebaptisée 16e régiment d'infanterie (3e régiment d'infanterie westphalien) le 4 juillet 1860. L'accolade est supprimée à partir du 7 mai 1861. Un dernier changement a lieu le 27 janvier 1889, lorsque l'empereur Guillaume II donne au régiment le nom du maréchal Otto Christoph von Sparr (de). Jusqu'à sa dissolution en 1919, l'unité s'appelle donc 16e régiment d'infanterie « baron de Sparr » (3e régiment d'infanterie westphalien).

### Guerres napoléoniennes
- Bataille de Gross Beeren
- Bataille de Dennewitz
- Bataille de Wartenburg
- Siège de Wittemberg
- Bataille de Leipzig
- Arnhem
- Siège de Soissons
- Bataille de Laon

### Guerre austro-prussienne
Lors de la guerre contre l'Autriche en 1866, le régiment participe aux batailles de Münchengrätz et de Sadowa. Au total, cinq officiers et 141 sous-officiers et hommes sont morts.

### Guerre franco-prussienne
- Bataille de Mars-la-Tour
- Bataille de Saint-Privat
- Siège de Metz
- Bataille de Beaune-la-Rolande
- Bataille d'Orléans
- Bataille de Beaugency

Le chef du régiment, le lieutenant-colonel Ferdinand von Sannow, reçoit l'ordre Pour le Mérite pour son travail dans la bataille de Beaune-la-Rolande.
Lors de la bataille de Mars-la-Tour, les troupes françaises s'emparent du drapeau du 2e bataillon du régiment, la toute première capture d'un drapeau prussien dans la guerre franco-prussienne. Le drapeau est ensuite conservé par les Français aux Invalides à Paris et n'est récupéré par les troupes allemandes qu'après la prise de Paris pendant la Seconde Guerre mondiale.

### Première Guerre mondiale
Le 2 août 1914, le régiment est mobilisé conformément au plan de mobilisation. En plus de se déplacer sur le terrain, le régiment lève un bataillon de remplacement de quatre compagnies ainsi que deux dépôts de recrues. Le 1er septembre 1918, le régiment reçoit une compagnie MW, qui est formée à partir de parties de la 14e compagnie de lanceurs de mines.

### Après-guerre
Après la fin de la guerre, le régiment est démobilisé à partir du 12 décembre 1918 à Coesfeld via le bureau de liquidation de Paderborn. Le corps franc "Hacketau" est formé à partir de certaines de ses parties en mars 1919 et l'ancien personnel deviennent le personnel du régiment de volontaires Abercron. Avec la formation de la Reichswehr provisoire, le corps franc "Haketau" fait partie du 1er bataillon du 14e régiment d'infanterie de la Reichswehr.
La tradition est reprise dans la Reichswehr par décret du 24 août 1921 du chef du commandement de l'armée général de l'infanterie Hans von Seeckt la 7e compagnie du 18e régiment d'infanterie stationné à Münster.

## Chefs de régiment
| Grade                  | Nom                               | Date                                 |
| ---------------------- | --------------------------------- | ------------------------------------ |
| General der Infanterie | Louis-Guillaume de Hesse-Hombourg | 25 septembre 1823 au 19 janvier 1839 |
| General der Kavallerie | Jean-Baptiste d'Autriche          | 12 septembre 1842 au 11 mai 1859     |
| General der Infanterie | Alexandre de Prusse               | 18 octobre 1861 au 4 janvier 1895    |
| General der Infanterie | Richard von Seeckt                | 16 avril 1901 au 15 mars 1909        |
| Generalfeldmarschall   | Max von Bock und Polach           | 16 juin 1913 au 4 mars 1915          |
| Generaloberst          | Karl von Einem                    | 9 octobre 1918 jusqu'en 1919         |

## Commandants
| Grade                       | Nom                                             | Date                                                          |
| --------------------------- | ----------------------------------------------- | ------------------------------------------------------------- |
| Major/Oberstleutnant/Oberst | Karl Friedrich Ludwig Georg von Uttenhoven (de) | 1er juillet 1813 au 8 avril 1817                              |
| Oberstleutnant/Oberst       | Ludwig von Sanitz (de)                          | 9 avril 1817 au 17 juin 1825                                  |
| Oberst                      | Adolf Friedrich von Besser (de)                 | 18 juin 1825 au 13 novembre 1826 (chargé de la direction)     |
| Oberst                      | Adolf Friedrich von Besser                      | 14 novembre 1826 au 19 mars 1834                              |
| Oberst                      | Ewald von Busse (de)                            | 30 mars 1834 au 29 mars 1835 (chargé de la direction)         |
| Oberst                      | Ewald von Busse                                 | 30 mars 1835 au 15 mars 1839                                  |
| Oberstleutnant              | August von Bockum (de)                          | 30 mars 1839 au 27 janvier 1840 (chargé de la direction)      |
| Oberstleutnant/Oberst       | August von Bockum                               | 28 janvier 1840 au 9 août 1845                                |
| Oberstleutnant/Oberst       | Karl von Harder (de)                            | 1er septembre 1845 au 4 octobre 1846 (chargé de la direction) |
| Oberst                      | Karl von Harder                                 | 5 octobre 1846 au 12 février 1849                             |
| Major/Oberstleutnant        | August Scheppe (de)                             | 17 février 1849 au 9 octobre 1850                             |
| Oberstleutnant/Oberst       | Karl Wilhelm Effnert (de)                       | 10 octobre 1850 au 7 mars 1855                                |
| Oberstleutnant/Oberst       | Karl von Borcke (de)                            | 10 mai 1855 au 11 mars 1857                                   |
| Oberst                      | Gustav von Manstein                             | 12 mars 1857 au 21 novembre 1858                              |
| Oberstleutnant              | Heinrich Karl Schumann (de)                     | 22 novembre 1858 au 30 mai 1859 (chargé de la direction)      |
| Oberst                      | Heinrich Karl Schumann                          | 31 mai 1859 au 12 mai 1861                                    |
| Oberstleutnant/Oberst       | Karl von Hanstein (de)                          | 22 juin 1861 au 10 février 1865                               |
| Oberstleutnant              | Theodor Karl Schwartz (de)                      | 18 avril au 15 juin 1865 (chargé de la direction)             |
| Oberstleutnant/Oberst       | Theodor Karl Schwartz                           | 16 juin 1865 au 8 mai 1868                                    |
| Oberst                      | Hans von Brixen                                 | 14 mai 1868 au 16 août 1870                                   |
| Oberstleutnant              | Ferdinand von Sannow                            | 16 août 1870 au 15 mars 1872                                  |
| Oberst                      | Friedrich Hahn von Dorsche (de)                 | 23 août 1870 au 19 mars 1871                                  |
| Oberstleutnant/Oberst       | Ferdinand von Sannow                            | 16 mars 1872 au 12 mars 1875                                  |
| Oberstleutnant              | Hans von Passow (de)                            | 16 mars au 18 juin 1875 (chargé de la direction)              |
| Oberstleutnant/Oberst       | Hans von Passow                                 | 19 juin 1875 au 3 juin 1881                                   |
| Oberst                      | Eberhard von Mantey (de)                        | 4 juin 1881 au 10 mars 1886                                   |
| Oberst                      | August Menner                                   | 11 mars 1886 au 12 décembre 1888                              |
| Oberst                      | Karl Georg von Schmidt                          | 13 décembre 1888 au 19 octobre 1891                           |
| Oberst                      | Ernst von Bernuth                               | 20 octobre 1891 au 21 mars 1895                               |
| Oberst                      | Heinrich Caspari                                | 22 mars 1895 au 17 août 1897                                  |
| Oberst                      | Paul Stern (de)                                 | 18 août 1897 au 17 mai 1901                                   |
| Oberst                      | August von Gabain                               | 18 mai 1901 au 17 juillet 1902                                |
| Oberst                      | Karl von Horn (de)                              | 18 juillet 1902 au 26 janvier 1907                            |
| Oberst                      | Arthur von Saucken                              | 27 janvier 1907 au 21 février 1911                            |
| Oberst                      | Fritz von Versen                                | 22 février 1911 au 26 janvier 1914                            |
| Oberst                      | Karl Eberhard Bober                             | 27 janvier au 16 novembre 1914                                |
| Oberstleutnant              | Friedrich von Hassel                            | 17 novembre 1914 au 10 mars 1915                              |
| Oberstleutnant              | Anton de L'Estocq (de)                          | 20 mars 1915 au 6 août 1916                                   |
| Oberstleutnant              | Ernst von Weltzien                              | 7 août 1916 au 23 octobre 1917                                |
| Major                       | Albert von Coburg                               | 1. au 18 novembre 1917                                        |
| Oberstleutnant/Oberst       | Hugo von Abercron                               | 19 novembre 1917 au 10 janvier 1919                           |